# Anthony Denison
Anthony John Sarrero (Nova York, 20 de setembro de 1949) também conhecido por seus nomes artísticos Anthony Denison e Tony Denison, é um ator estadunidense. O mais velho de três irmãos, Denison nasceu e cresceu no Harlem na Cidade de Nova York.

## Filmografia selecionada

### Telefilmes
- Crime Story (1986)
- The Great Escape II: The Untold Story (1988)
- Full Exposure: The Sex Tapes Scandal (1989)
- I Love You Perfect (1989)
- The Girl Who Came Between Them (1990)
- Under Cover (1991)
- Before the Storm (1991)
- Child of Darkness, Child of Light (1991)
- The Price She Paid (1992)
- Lady Boss (1992)
- The Amy Fisher Story (1993)
- Sex, Love and Cold Hard Cash (1993)
- Full Eclipse (1993)